# Can Paiàs
|  | Per a altres significats, vegeu «Can Paiàs (Montcada i Reixac)». |

Can Paiàs o Pallàs és una masia de Santa Eulàlia de Ronçana (Vallès Oriental) inclosa a l'Inventari del Patrimoni Arquitectònic de Catalunya.

## Història
Tot i que no hi ha constància documental, hom pensa que fou construïda al segle xvi, i que tindria ampliacions posteriors, com els portals del pati.
En una còpia d'un document del 1195 s'anomena en Pere de Payars. Apareix també el nom de Pallàs de Santa Eulàlia a la sentència de Guadalupe (21 d'abril de 1486), així com als fogatges de 1497 i 1553. El 1691 passà a mans del jurista Jacint Dou i Sacalm, els descendents del qual mantingueren la propietat fins al casament de Gertrudis de Dou i de Moner (1844-1924) amb Lluís Ferran d'Alòs i de Martín (1839-1904), que el 1880 rebé el títol de marquès de Dou de mans del papa Lleó XIII.

## Descripció
La masia forma un barri tancat que té dos portals d'accés. Un de rectangular de cara a llevant amb un medalló amb una inscripció IHS encerclat per uns angelets i la data de 1602. Aquesta porta, resguardada per una teulada a doble vessant, té esculpida a la fusta la inscripció JOAQUIM DE DOU 1842, corresponent a Joaquim Maria de Dou i de Siscar (1813-1866).
Adossada a aquesta hi ha la pallissa coberta a dues vessants. L'altra porta, a ponent, té la data 1738. La façana, cara a migdia, presenta una estructura simètrica, formada per tres crugies i dos pisos d'alçada més les golfes. És coberta amb teulada a dos vessants. Marcant l'eix de simetria, en el centre de la façana, hi ha el portal dovellat i una finestra d'arc conopial de tipus gòtic. Als costats hi ha finestres emmarcades amb carreus.